# Baetodes velmae
Baetodes velmae är en dagsländeart som beskrevs av Cohen och Allen 1978. Baetodes velmae ingår i släktet Baetodes och familjen ådagsländor. Inga underarter finns listade i Catalogue of Life.